# Convention de Vienne sur la protection de la couche d'ozone
Protocole de Montréal (1987)
La Convention de Vienne sur la protection de la couche d'ozone, telle qu'adoptée par 28 pays le 22 mars 1985 lors de la Conférence de plénipotentiaires sur la protection de la couche d'ozone, reconnaît la nécessité d’accroître la coopération internationale en vue de limiter les risques que les activités humaines pouvaient faire courir à la couche d'ozone. Cette convention ne contient aucun dispositif contraignant, mais prévoit que des protocoles spécifiques pourront lui être annexés.
La Convention de Vienne entra en vigueur le 22 septembre 1988.
En 2009, elle est devenue la toute première convention à atteindre la ratification universelle.

## Préambule
Les Parties à la présente Convention sont : 
1. Conscientes de l'incidence néfaste que pourrait avoir sur la santé humaine et l'environnement toute modification de la couche d'ozone
2. Rappelant le principe 21 de la Déclaration de la Conférence des Nations Unies sur l'environnement où il est stipulé que les États ont le droit souverain d'exploiter leurs propres ressources, mais qu'ils ont le devoir de ne pas causer de dommages à l'environnement des autres États dans les limites de leur juridiction;
3. Ayant présentes à l'esprit les études qui se déroulent concernant la couche d'ozone;
4. Ayant aussi présentes à l'esprit les mesures de précautions déjà prises;
5. Conscientes qu'il faut une action et coopérations internationales pour avoir de réels résultats;
6. Conscientes également de la nécessité d'effectuer de nouvelles recherches systématiques pour développer les connaissances;
7. Déterminées à protéger la santé humaine et l'environnement contre les effets néfastes résultant des modifications de la couche d'ozone;

Sont convenus de ce qui suit...

## Les 28 signataires de la Convention
| Pays                                                 | Date de signature |
| ---------------------------------------------------- | ----------------- |
| Argentine                                            | 1985-03-21        |
| Autriche                                             | 1985-09-19        |
| Biélorussie                                          | 1985-03-22        |
| Belgique                                             | 1985-03-21        |
| Burkina Faso                                         | 1985-12-11        |
| Canada                                               | 1985-03-21        |
| Chili                                                | 1985-03-21        |
| Danemark                                             | 1985-03-21        |
| Égypte                                               | 1985-03-22        |
| Union européenne                                     | 1985-03-21        |
| Finlande                                             | 1985-03-21        |
| France                                               | 1985-03-21        |
| Allemagne                                            | 1985-03-21        |
| Grèce                                                | 1985-03-21        |
| Italie                                               | 1985-03-22        |
| Luxembourg                                           | 1985-04-16        |
| Mexique                                              | 1985-03-31        |
| Maroc                                                | 1986-02-07        |
| Pays-Bas                                             | 1985-03-20        |
| Nouvelle-Zélande                                     | 1986-03-19        |
| Norvège                                              | 1985-03-21        |
| Pérou                                                | 1985-03-22        |
| Fédération de Russie                                 | 1985-03-21        |
| Suède                                                | 1985-03-21        |
| Suisse                                               | 1985-03-21        |
| Ukraine                                              | 1985-03-22        |
| United Kingdom of Great Britain and Northern Ireland | 1985-05-19        |
| United States of America                             | 1985-03-20        |